# Nina Statkiewicz
Nina Andriejewna Statkiewicz (ros. Нина Андреевна Статкевич, ur. 16 lutego 1944 w Leningradzie) – rosyjska łyżwiarka szybka reprezentująca ZSRR, trzykrotna medalistka mistrzostw świata.

## Kariera
Pierwszy sukces w karierze Nina Statkiewicz osiągnęła w 1970 roku, kiedy zwyciężyła podczas wielobojowych mistrzostw Europy w Heerenveen. W tym samym roku zdobyła też srebrny medal na mistrzostwach świata w wieloboju sprinterskim w West Allis, rozdzielając na podium swą rodaczkę Ludmiłę Titową i Atje Keulen-Deelstrę z Holandii. Kolejne dwa medale wywalczyła rok później, zwyciężając na mistrzostwach Europy w Leningradzie oraz wielobojowych mistrzostwach świata w Helsinkach. W 1972 roku wzięła udział w igrzyskach olimpijskich w Sapporo, zajmując piąte miejsce w biegach na 1000 i 3000 m oraz szóste na dystansie 1500 m. Zdobyła za to srebrny medal na mistrzostwach Europy w Inzell, a na wielobojowych mistrzostwach świata w Heerenveen była czwarta. Czwarte miejsce zajęła także podczas wielobojowych mistrzostw świata w Strömsund w 1973 roku, a miesiąc wcześniej była trzecia za Atje Keulen-Deelstrą i Trijnie Rep na mistrzostwach Europy w Brandbu. Ostatnie medale zdobyła w 1974 roku. Najpierw zajęła drugie miejsce za Keulen-Deelstrą na mistrzostwach Europy w Medeo. Następnie zdobyła brązowy medal podczas wielobojowych mistrzostw świata w Heerenveen, plasując się za Keulen-Deelstrą i swą rodaczką, Tatjaną Awieriną. Brała także udział w igrzyskach olimpijskich w Innsbrucku, gdzie była trzynasta w biegu na 3000 m i piętnasta na dwukrotnie krótszym dystansie. W 1976 roku zakończyła karierę.
Ustanowiła cztery rekordy świata (w tym dwa nieficjalne).